# Avion de antrenament

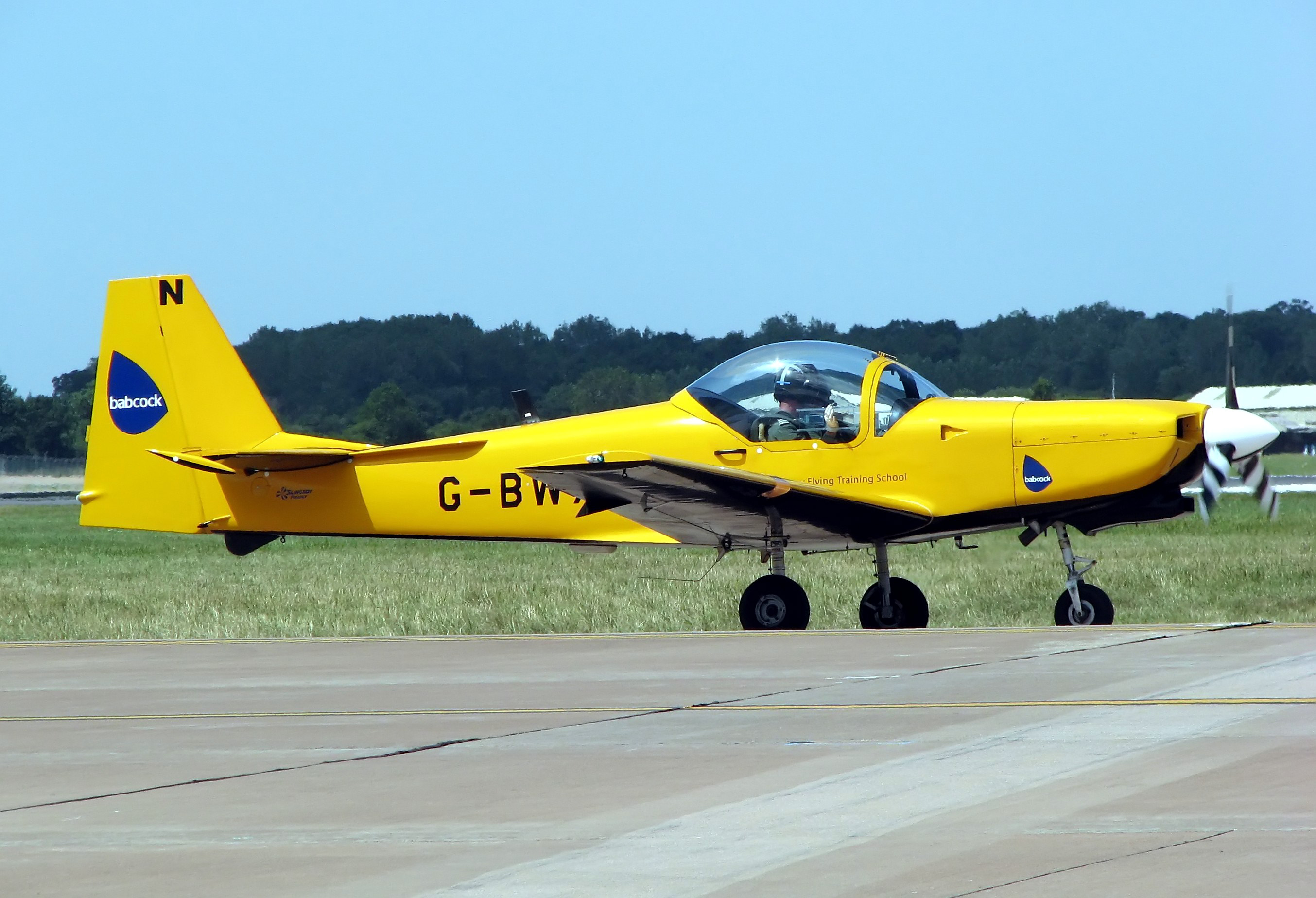

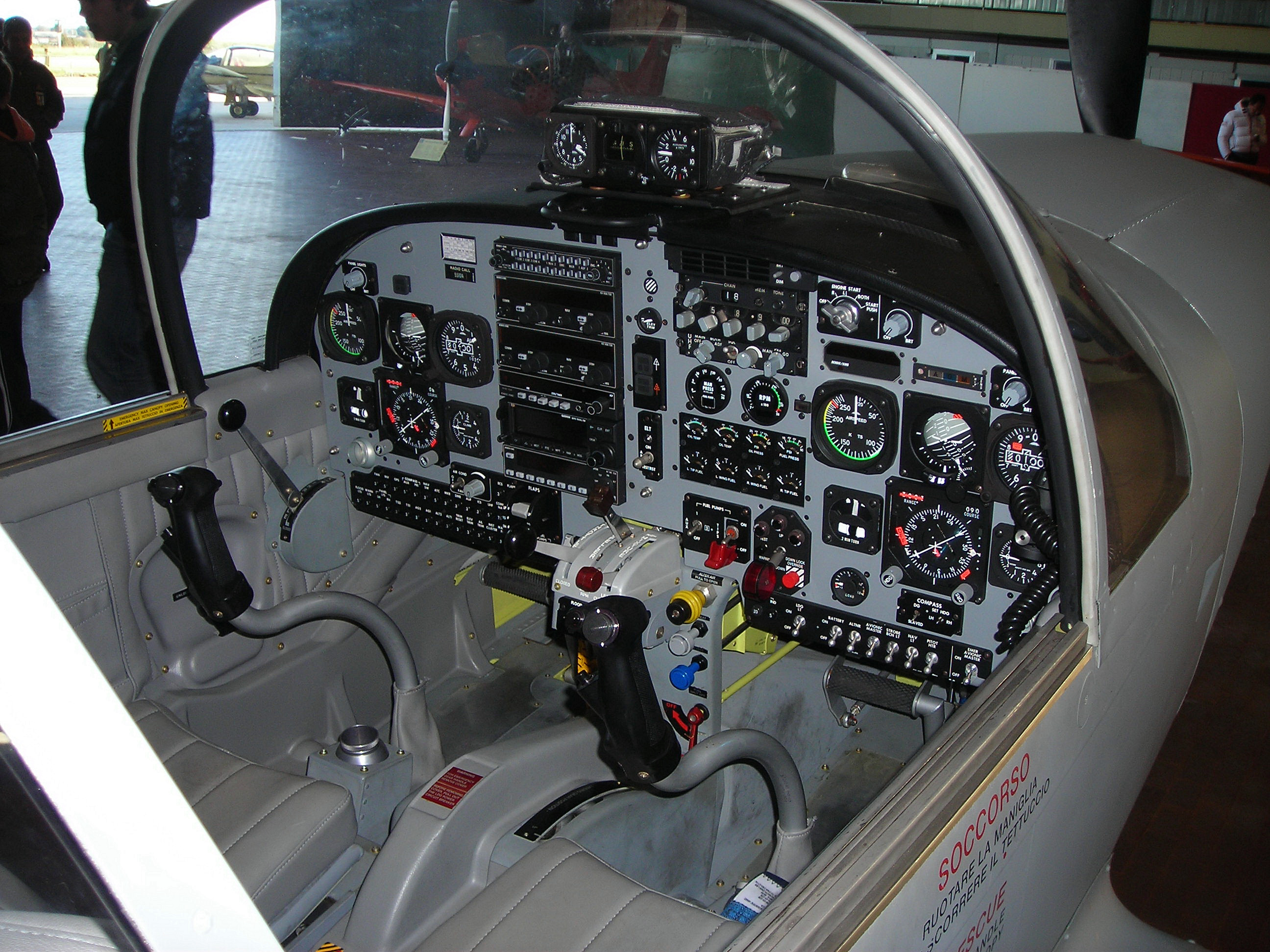
Comenzi duble la un avion de antrenament Aermacchi SF260

Un avion de antrenament numit de asemenea avion școală, este un avion destinat facilitării antrenării piloților.
Aceste avioane sunt dotate cu comenzi duble pentru inițierea tehnicii de zbor al elevilor din școlile de pilotaj, cât și pentru antrenamentul executării unor exerciții dificile.